# Scopula pura
Scopula pura är en fjärilsart som beskrevs av Swinhoe 1909. Scopula pura ingår i släktet Scopula och familjen mätare. Inga underarter finns listade.